# Shadows of the Sun
Shadows of the Sun es el séptimo álbum de estudio del grupo musical noruego Ulver, lanzado el 1 de octubre de 2007 en Europa, y el 2 de octubre en los Estados Unidos.
El título fue anunciado el 13 de julio de 2007 y fue descrito como "discreto, oscuro y trágico". Shadows of the Sun recibió críticas muy positivas por la prensa especializada. En febrero de 2008 la banda ganó los Oslo Awards por el mejor disco del año 2007 con Shadows of the Sun.[cita requerida] El disco también fue votado como mejor álbum del 2007 en el sitio Web Sonic Frontiers.

## Lista de canciones
1. "Eos" – 5:05
2. "All the Love" – 3:42
3. "Like Music" – 3:30
4. "Vigil" – 4:27
5. "Shadows of the Sun" – 4:36
6. "Let the Children Go" – 3:50
7. "Solitude" – 3:53
8. "Fúnebre" – 4:26
9. "What Happened?" – 6:25

## Personal
- Kristoffer Rygg
- Tore Ylwizaker
- Jørn H. Sværen
- Oslo Session String Quartet (orquesta adicional)